# Dariusz Mikielewicz
Dariusz Przemysław Mikielewicz (ur. 6 lutego 1967 w Gdańsku) – polski inżynier mechanik, profesor na Wydziale Mechanicznym Politechniki Gdańskiej, kierownik Katedry Energetyki i Aparatury Przemysłowej. Dziekan Wydziału Mechanicznego, od 2019 prorektor Politechniki Gdańskiej.

## Życiorys
W 1990 roku ukończył z wynikiem bardzo dobrym studia o specjalności Maszyny i Urządzenia Energetyczne na Wydziale Budowy Maszyn Politechniki Gdańskiej. Następnie uzyskał stypendium doktorskie ufundowane przez University of Manchester, gdzie na wydziale mechanicznym i energetyki jądrowej (Mechanical and Nuclear Engineering Department) obronił w 1994 pracę doktorską pt. Comparative studies of turbulence models under conditions of mixed convection with variable properties in heated vertical tubes” (Studia porównawcze modeli turbulencji w warunkach konwekcji mieszanej w grzanych rurach pionowych przy uwzględnieniu zmiennych własności fizycznych). Praca doktorska została wyróżniona nagrodą Prezesa Rady Ministrów 26 kwietnia 1996 roku.
W 1994 podjął pracę w Zakładzie Termodynamiki i Wymiany Ciepła Instytutu Maszyn Przepływowych PAN.
W latach 1994–96 pracował w Wielkiej Brytanii w Berkeley Nuclear Laboratories. Pracując w zapleczu technologicznym wszystkich elektrowni jądrowych w Wielkiej Brytanii zaangażowany był w rozwój kodu obliczeniowego PANTHER (PWR and AGR Thermal Hydraulic Reactor Safety Code) symulującego pracę gazowych reaktorów jądrowych typu Magnox oraz AGR (Advanced Gas-Cooled Reactor). Prace dotyczyły modelowania zagadnień cieplno-przepływowych występujących w eksploatacji tego typu reaktorów, jak również weryfikacji i modyfikacji kodu obliczeniowego.
W 1996 roku został zatrudniony na stanowisku adiunkta w Katedrze Techniki Cieplnej na Wydziale Mechanicznym Politechniki Gdańskiej. Tam w 1999 objął funkcję prodziekana ds. kształcenia podstawowego. Od 2002 roku był prodziekanem ds. kształcenia. W 2002 uzyskał stopień doktora habilitowanego na podstawie pracy habilitacyjnej pt. „Modelowanie wymiany pędu i ciepła w dwufazowym przepływie pęcherzykowym”. Praca habilitacyjna, wraz z towarzyszącymi publikacjami została wyróżniona nagrodą im. B. Stefanowskiego przez Prezesa PAN w 2003 roku. Od 2005 roku zatrudniony na stanowisku profesora nadzwyczajnego, a od 2012 roku na stanowisku profesora zwyczajnego. W 2010 uzyskał tytuł profesora nauk technicznych. W latach 2004–2008 był członkiem Rady Nauki w zespole roboczym ZR5 nauk technicznych. Od 2007 członek z wyboru Komitetu Termodynamiki i Spalania PAN, a od roku 2015 członek Prezydium tego komitetu. Od 2015 roku członek Komitetu Problemów Energetyki przy Prezydium PAN. W latach 2016–2019 dziekan Wydziału Mechanicznego, od października 2019 prorektor ds. organizacji i rozwoju Politechniki Gdańskiej.

## Dorobek naukowy
Zainteresowania naukowe prof. Mikielewicza koncentrują się m.in. na: wymianie ciepła przy wrzeniu i kondensacji w przepływie, nieizotermicznych przepływach para–ciecz, modelowaniu dwufazowych przepływów pęcherzykowych, intensyfikacji wymiany ciepła przy konwekcji naturalnej i wymuszonej oraz ze zmianą fazy, rozwoju wysoko sprawnych wymienników ciepła, rozpływie i wymianie ciepła strug jedno- i dwufazowych uderzających o powierzchnię, precyzyjnym chłodzeniu powierzchni za pomocą mikrostrug, odparowaniu w cienkich warstwach cieczy, zagadnieniach niekonwencjonalnych urządzeń i systemów konwersji energii, energetyce rozproszonej, przede wszystkim mikroelektrociepłowniach parowych pracujących według organicznego obiegu Clausiusa-Rankina oraz polityce energetycznej, wykorzystaniu biomasy do produkcji komponentów do różnych procesów technologicznych.
Opublikował ponad 270 prac (w tym 8 monografii, 9 rozdziałów w monografiach, 120 artykułów z listy JCR, ponad 1000 cytowań wg Web of Science, H=17). Promotor 13 zakończonych przewodów doktorskich. Kierownik 11 projektów badawczych finansowanych przez KBN, MNiSW, NCNcay, 7 FP UE. Recenzent w prestiżowych czasopismach naukowych z listy JCR takich jak International Journal of Heat and Mass Transfer, International Journal of Multiphase Flow, International Journal of Refrigeration, Applied Thermal Engineering, Energy, Experimental Thermal and Fluid Science, International Journal of Thermal Sciences i innych. Brał udział w recenzjach szeregu pracach kwalifikacyjnych, w tym 20 prac doktorskich, 3 habilitacyjnych i 1 wniosku o tytuł naukowy profesora.
Odznaczony Srebrnym Krzyżem Zasługi oraz Medalem Komisji Edukacji Narodowej.